# Liste der denkmalgeschützten Objekte in Červené Poříčí
Grundlage dieser Liste der denkmalgeschützten Objekte in Červené Poříčí ist die ÚSKP-Liste (Ústřední seznam kulturních památek České republiky, deutsch Zentrale Liste der Kulturdenkmäler der Tschechischen Republik), die von der tschechischen Denkmalschutzbehörde NPÚ (Národní památkový ústav, deutsch Nationale Denkmalbehörde) seit 1987 geführt wird und an die seit dem Jahr 1850 geschaffenen Listen anschließt.

## Denkmalgeschützte Objekte nach Ortsteilen

### Červené Poříčí
| Lage                                                     | Objekt                               | Beschreibung | ÚSKP-Nr.                  | Bild                                |
| -------------------------------------------------------- | ------------------------------------ | --- | ------------------------- | ----------------------------------- |
| Červené Poříčí, Červené Poříčí 1 (Standort)              | Schloss Red Poříčí                   | Schloss im sächsischen Renaissancestil mit erhaltener Inneneinrichtung, erbaut 1611 an der Stelle einer ehemaligen Festung. Garten mit einem mehrgeschossigen Pavillon und Büsten tschechischer Herrscher. | 17833/4-2817 Info Katalog | weitere Bilder                      |
| Červené Poříčí, vor dem Schloss (Standort)               | Kapelle des Heiligen Herzens         | Kleiner barocker Sakralbau mit asymmetrischer Breite, erbaut 1713. | 19314/4-2819 Info Katalog | weitere Bilder                      |
| Červené Poříčí, bei Nr. 5 (Standort)                     | Statue des Hl. Johannes von Nepomuk  | Barocke Sandsteinskulptur aus der Zeit vor der Mitte des 18. Jahrhunderts. | 20061/4-2820 Info Katalog | Statue des Hl. Johannes von Nepomuk |
| Červené Poříčí, an der Landstraße nach Švihov (Standort) | Kapelle des Hl. Johannes von Nepomuk | Kleine offene Barockkapelle mit dreieckigem Chor aus der zweiten Hälfte des 18. Jahrhunderts. Mit seinem Grundriss und seiner Disposition für die Region einzigartiges Denkmal.                            | 39110/4-2821 Info Katalog | weitere Bilder                      |
| Červené Poříčí (Standort)                                | Hügelgrab                            | Hügelgrab, Zeugnis prähistorischer Besiedlung. | 38378/4-2822 Info Katalog | BW                                  |
| Červené Poříčí, Červené Poříčí 9 (Standort)              | Brauerei                             | Barockes Brauereigebäude mit Schlosscharakter, Wirtschaftsgebäude des Schlosses mit gewölbten Innenräumen und Überresten der ursprünglichen Gliederung der Fassaden.                                       | 45866/4-2818 Info Katalog | Brauerei                            |